# 금비 (기업)
주식회사 금비는 대한민국의 기업집단이자 포장용 유리용기 제조업체이다.

## 역사
1973년 효성유리공업으로 설립되었으며 1992년 진로유리에서 현재의 상호로 변경하였다.